# Expedition to the Barrier Peaks

Expedition to the Barrier Peaks est un scénario officiel du jeu de rôle Donjons et Dragons sorti en 1980 et écrit par Gary Gygax. Bien que le jeu appartienne au genre de la fantasy, cette aventure introduit des éléments de science-fiction, ce qui la classe dans le genre de la science fantasy. Dans ce scénario, les personnages-joueurs, personnages d'heroic fantasy classique, explorent un vaisseau spatial dont l'équipage est mort de maladie. Ils doivent faire face à des robots et créatures étranges en s'aidant d'armes futuristes.
Expedition to the Barrier Peaks a été joué pour la première fois en 1976, à la convention Origins II, où il a servi à présenter aux joueurs de Dungeons & Dragons le jeu de science-fiction Metamorphosis Alpha . En 1980, TSR a publié l'aventure, adaptée à la première édition des Règles avancées de Donjons & Dragons. L'aventure n'a pas été mise à jour pour les systèmes de règles ultérieurs, mais une conversion vers la version Future Tech de d20 Modern a été publiée sur le site de Wizards of the Coast. Il comprenait un livret séparé d'illustrations, en couleurs et en noir et blanc.
C'est un des scénarios favoris de nombreux fans de Donjons & Dragons, dont Stephen Colbert. Il a été classé cinquième meilleur scénario de Donjons & Dragons de tous les temps par le magazine Dungeon en 2004 et a reçu des critiques positives des magazines White Dwarf et The Space Gamer. Les autres aventures de la série S sont S1 Tomb of Horrors, S2 White Plume Mountain et S4 The Lost Caverns of Tsojcanth.

## Résumé de l'intrigue
Expedition to the Barrier Peaks se déroule à l'intérieur d'un vaisseau spatial enseveli dans la chaine de montagnes des Barrier Peaks, dans l'univers de Faucongris. Dans l'introduction de l'aventure, il est expliqué que le Grand-Duché de Geoff est constamment attaqué par des monstres sortis d'une grotte dans les montagnes. Le Grand-Duc de Geoff recrute les personnages-joueurs pour découvrir l'origine de ces créatures et mettre fin à leurs incursions.
La grotte se révèle être l’entrée d’un vaisseau spatial écrasé dont l'équipage a été exterminé par un virus. Mais beaucoup des robots du vaisseau fonctionnent encore et les PJ doivent soit les éviter, soit les vaincre ; certains peuvent aussi être ignorés. Les personnages doivent rassembler ce qui serait plus tard, dans le milieu des jeux vidéo, appelé des « coupons d'intrigue » qui retirent des obstacles à leur progression. Ces « coupons » prennent la forme ici de cartes d'accès colorées qui permettent de progresser d'un arc narratif au suivant : par exemple, ces cartes peuvent permettre d'accéder à des zones interdites ou de donner des ordres à des robots. Expedition to the Barrier Peaks est accompagné d'un livret de 63 illustrations numérotées, qui illustrent les différents monstres, appareils de haute technologie et situations rencontrées au cours de l'aventure. Une grande partie des illustrations de l'aventure, y compris la couverture, a été réalisée par Erol Otus . Plusieurs de ses contributions ont été imprimées en couleur. D'autres illustrations ont été faites par Jeff Dee, Greg K. Fleming, David S. LaForce, Jim Roslof et David C. Sutherland III:29.
Le guide d'aventure d'Expedition to the Barrier Peaks fait 32 pages et est divisé en six sections. Celles-ci décrivent les quartiers de l'équipage, l'espace détente, les jardins et la ménagerie, et enfin l'étage d'activités. Les personnages-joueurs y trouveront des cartes d'accès colorées et des accessoires futuristes tels que des fusils laser et des exosquelettes motorisés qui peuvent les aider dans leurs aventures. Les deux premières sections sont habitées par divers monstres, dont des végépygmées – de petites créatures végétales et humanoïdes – qui occupent les quartiers de l'équipage et un robot de réparation qui suivra leurs instructions jusqu'à ce que ses batteries ne s'épuisent. Il y a aussi un robot médical qui tente en vain de trouver un remède au virus qui a tué l'équipage du navire. Dans le salon, un « Servo-robot » fonctionne toujours, même si la « nourriture » qu'il sert n'est plus que moisissures toxiques.
Les jardins et la ménagerie contiennent une rencontre avec un « mignon petit lapinoïde sur une souche » :15. Il ressemble à un lapin cornu perché sur une souche d'arbre, quand on l'approche, la souche ouvre une gueule pleine de crocs et ses racines deviennent des tentacules, avec lesquels elle attaque les personnages-joueurs. La rencontre suivante présente un froghémoth, une espèce d'immense grenouille extraterrestre avec des tentacules et trois yeux téléscopiques. Dans la sixième et dernière section, l'étage d'activités, les personnages-joueurs doivent faire face à divers robots sportifs, dont un « entraineur de boxe et de lutte » et un « maitre de karaté »:18. Si les personnages réussissent à communiquer avec le maître de karaté et lui disent que la boxe est supérieure au karaté, il attaquera le robot boxeur jusqu'à leur destruction mutuelle ; sinon ils attaqueront tous les deux les personnages. La dernière zone de l'étage d'activités est le quai de chargement, d'où les personnages peuvent quitter le vaisseau spatial. Le scénario se termine alors, sans post-scriptum.

## Historique de publication

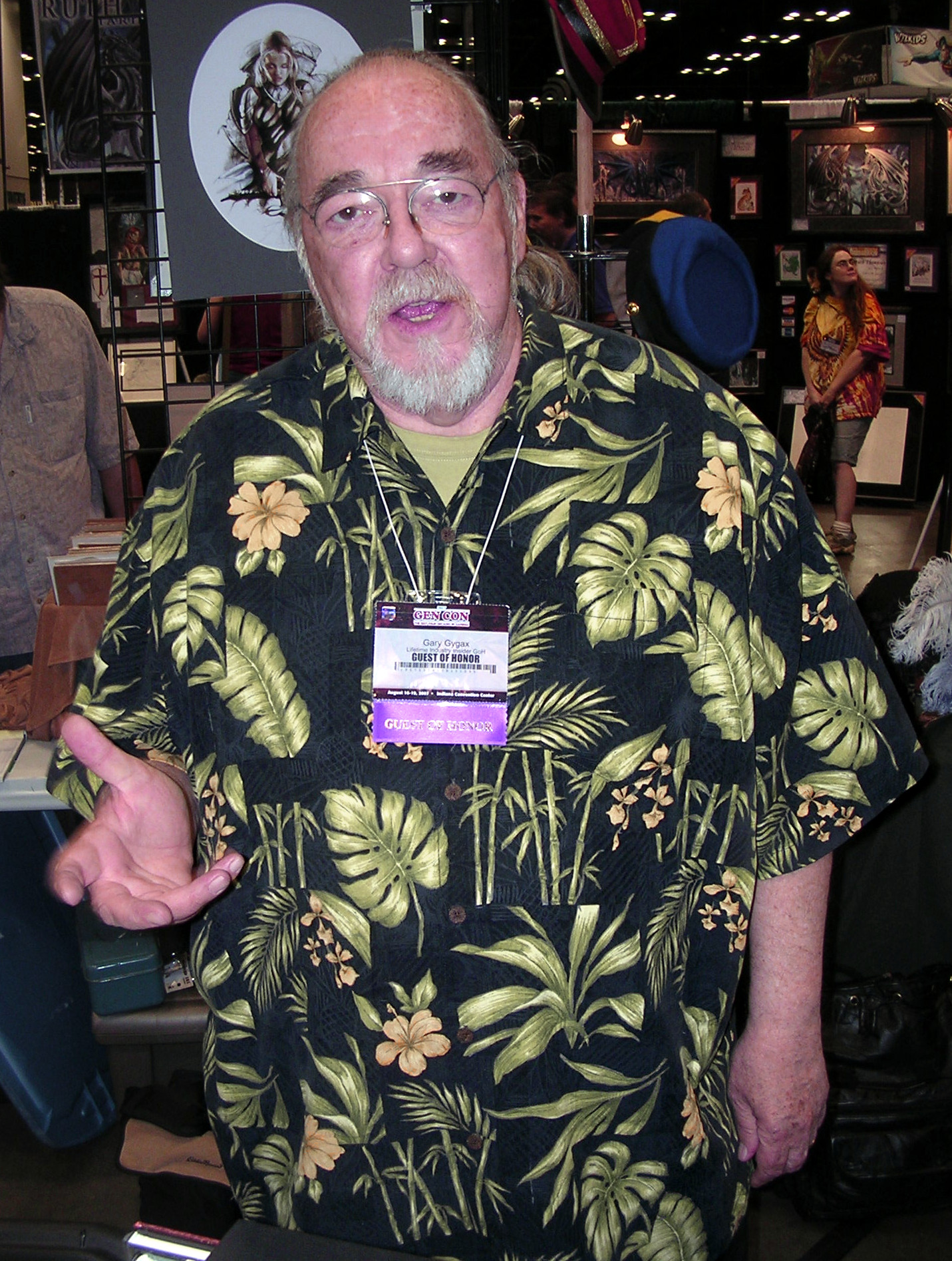
L'auteur Gary Gygax en 2007 à la convention du jeu GenCon

Alors que D&D est un jeu de rôle fantastique, Expedition to the Barrier Peaks y a introduit des éléments de science-fiction,. L'auteur a commencé à travailler sur ce scénario en 1976, quand TSR envisageait de publier un jeu de rôle de science-fantasy. James M. Ward leur avait montré ses premières notes sur Metamorphosis Alpha. Pour introduire à des joueurs et joueuses de D&D des concepts de science-fiction et de science-fantasy, Gary Gygax a pensé que ce serait une bonne idée a eu l'idée d'utiliser un scénario de tournoi lors de la convention de jeu Origins II de 1976 à Baltimore. Gygax a commencé avec le Château Faucongris, le donjon qu'il avait utilisé auparavant pour ses campagnes, et lui a ajouté un vaisseau spatial, que Rob Kuntz a aidé à peupler de monstres:2, Kuntz est en outre crédité pour « l'inspiration » du module, puisqu'il avait créé le « Niveau Machine » que Gygax avait incorporé dans le Château Faucongris. Une autre inspiration est Tim Kask, qui avait joué dans une partie de D&D science-fantasy avec Kuntz comme maitre de donjon, à la GenCon VII de 1974.
D'après Gygax, les deux scénarios ont eu du succès à la convention : à la fois celui qui allait devenir Expedition to the Barrier Peaks, et Metamorphosis Alpha. Bien que Metamorphosis Alpha soit devenu accessible au grand public en été 1976, seuls quelques exemplaires du scénario de tournoi Expedition to the Barrier Peaks ont pu être trouvés après la convention :2.
Quand Metamorphosis Alpha a été mis à jour et étendu pour devenir Gamma World, Gygax a décidé de rediffuser Expedition to the Barrier Peaks. Selon lui : « Quoi de plus logique que de mettre à disposition un scénario qui conjugue ces deux approches du jeu de rôle sous une seule forme ? :2 » Gygax a adapté le scénario aux Règles avancées de Donjons & Dragons (AD&D), dans l'espoir qu'il puisse former une introduction à l'intégration de la science-fiction dans une campagne médiévale-fantastique :2. En 1980, la version mise à jour a été publiée sous le titre Expedition to the Barrier Peaks . À cette époque, chaque scénario officiel de Donjons & Dragons était marqué d'un code alphanumérique indiquant à quelle série il appartenait. Celui d'Expedition to the Barrier Peaks est S3 (« S » pour « spécial »). Le scénario était composé d'un livret de 36 pages contenant le texte du scénario, et un livret d'illustrations de 32 pages, avec deux couvertures extérieures. C'était un des premiers scénarios à inclure un tel livre d'illustrations, destiné à être montré aux joueurs pendant le jeu, dont quatre en couleurs.
Ce module a ensuite été réédité dans la compilation abrégée Realms of Horror produite en 1987. Bien qu'un article sur le site internet de Wizards of the Coast ait fourni une conversion vers d20 Modern, le scénario n'a jamais reçu de suite officielle et n'a pas été mis à jour pour les éditions ultérieures de D&D. (Le jeu est périodiquement réédité avec des règles largement modifiées). Le scénario a également été référencée dans la série de bandes dessinées Nodwick. Contrairement aux autres scénarios de la série S, Expedition to the Barrier Peaks n'était pas inclus dans le recueil Dungeon Survival Guide de Bill Slavicsek : selon lui, c'était un « scénario merveilleux [mais pas] un scénario de D&D. À partir du moment où on ajoute au jeu des pistolets à rayons et des armures assistées, ça donne une expérience fondamentalement différente ». D'autres produits ultérieurs ont réintroduit des éléments futuristes dans D&D, comme le scénario pour Basic D&D City of the Gods (1987) et la campagne pour AD&D2 Tale of the Comet (1997).
Les quatre modules de la série S ont été inclus dans le recueil à couverture rigide Dungeons of Dread, publié le 19 mars 2013. Lawrence Schick a écrit en préface : « Végépygmées et robots. Que dire de plus ? Allez-y ! S3 Expeditions to the Barrier Peaks, c'était Gary en plein délire, il s'éclatait à mélanger des éléments du Gamma World de Jim Ward avec de la fantasy, pour en faire un scénario d'AD&D tonitruant et mémorable. »
Pour l'événement caritatif Extra Life 2018, Wizards of the Coast a publié Lost Laboratory of Kwalish, un nouveau scénario situé dans les Pics de la Barrière, qui a des liens narratifs avec le module original, et a été inspiré par son mélange de fantasy et de technologie.
En décembre 2019, Goodman Games a publié Original Adventures Reincarnated #3: Expedition to the Barrier Peaks sous la licence de Wizards of the Coast. Ce livre à couverture rigide contient des facsimilés des éditions de 1980 et 1981, et une mise à jour du scénario pour la cinquième édition de Donjons & Dragons.

## Réception
Dans le numéro 30 d'aout 1980 de The Space Gamer, Tim Byrd a écrit une critique favorable : qu'Expedition to the Barrier Peaks « combinait avec succès la fantasy et la SF » et était « extrêmement fun à jouer [...] un des meilleurs modules que TSR ait publié ». Dans le numéro 36 de février 1981 du même magazine, Kirby Griffis a remarqué que le scénario était plein de « surprises et de nouveaux monstres », mais trouvait que son seul défaut était que Gygax présentait des monstres standard de D&D comme venant d'autres planètes. En conclusion, il l'a trouvé intéressant et « pêchu et goutu », le recommandant à quiconque cherchait « du neuf » ou souhaitait intégrer de la science-fiction dans sa campagne de D&D.
Dans le numéro 26, sorti en aout 1981, de White Dwarf, Marcus L. Rowland a dit qu'il avait trouvé le scénario « très agréable, avec des idées et créatures éminemment réutilisables ». Il lui a donné une note générale de 9/10, tout en se plaignant que certaines des cartes étaient imprimées recto-verso, ce qui les rendait inutilisable comme écran du Maitre de donjon (un écran en carton permettant au MD de masquer aux PJ ses jets de dés et autres activités.) Il recommandait au moins une semaine de travail avant que la MD n'essaie de le faire jouer. Il notait aussi que la couverture « révélait le secret des créatures ».
En 2004, pour le trentième anniversaire de la publication de D&D, le magazine Dungeon a publié une liste des 30 Meilleurs Scénarios pour D&D de tous les temps ; Expedition to the Barrier Peaks arrivait en cinquième place. Parmi les trois juges, Bill Slavicsek décrivait ce scénario comme un « classique du mélange de genres » : selon lui, ce n'était pas quelque chose à faire régulièrement, mais ça fournissait une « mémorable diversion ». Mike Mearls décrivait ainsi ses sentiments à sa première lecture d'Expedition to the Barrier Peaks : « J'ai eu ce conflit intérieur vraiment terrible, entre en parler immédiatement à mes amis ou bien suivre mon envie maniaque et désespérée de garder tout ça secret ». Keith Baker était surtout impressionné par les illustrations du scénario. Il aimait le fait qu'un livret d'illustrations séparé soit fourni ; en particulier les illustrations avant et après de la plante carnivore dotée d'un « lapin-appât intégré ». Ceci a ensuite été mis en avant dans un article de la rubrique « Ask Wizards » du site de l'éditeur Wizards of the Coast. Selon les éditeurs de Dungeon, le moment le plus mémorable du scénario est l'apparition du frogemoth, une créature accompagnée d'une illustration couleur en pleine page.
Selon Creighton Broadhurst, auteur de Exemplars of Evil: Deadly Foes to Vex Your Heroes, ce scénario est un des plus populaires parmi les premiers scénarios pour Greyhawk. L'auteur de jeux Daniel Kaufman, décrit les « célèbres fusils tirant vers l'arrière » comme l'un des points forts du scénario. Le présentateur de télévision Stephen Colbert, qui a joué à Donjons et Dragons dans son enfance, parle de ce scénario comme étant son préféré.
Aaron Starr du magazine Black Gate a écrit : « Le plus beau mélange des genres littéraires « officiel » que j'aie jamais vu était un module d'aventure pour AD&D [...] appelé Expedition to the Barrier Peaks. Dans ce module, les joueurs mettaient à l'épreuve leur savoir-faire en magie et en fantasy contre le contenu d'un énorme vaisseau spatial abandonné. Cela posait quelques problèmes, en pratique, car A.) on savait généralement tous qu'on jouait ce module, et B.) c'était assez difficile de faire semblant de n'y rien connaitre en technologie. Simuler une ignorance dangereuse s'est révélé ardu, et en plus, épuisant. Expedition, malgré toutes ses promesses, est un module avec lequel je me souviens avoir obtenu des résultats systématiquement médiocres. »
Dans son ouvrage de 2023 sur l'histoire des jeux de rôle Monsters, Aliens, and Holes in the Ground, l'historien du jeu de rôle Stu Horvath évoque l'effet libérateur qu'a eu ce scénario sur les rôlistes de son époque : « En résumé, l'irruption de la science-fiction dans Expedition to the Barrier Peaks ressemble à une invitation. Si même Gygax, lui qui s'appliquait tant à l'uniformité de D&D, peut surprendre son monde avec des robots et des lasers, et généralement accepter cette aventure loufoque en tant que telle, imaginez ce que les joueurs typiques peuvent faire avec Donjons et Dragons . Tout ce qu'ils veulent. »